# О'Райли Медиа
О'Райли медия е американска медийна компания, основана от Тим О'Райли, която публикува книги и уеб сайтове, и организира конференции на тема компютърни технологии. Брандът им се отличава със специална технология за принтиране върху кориците на повечето от книгите им, като обикновено изображението е на животно.
О'Райли Медиа е създадена през 1978 година в района на щата Масачузетс и стартира като компания за техническо писане. До 1988 компанията публикува няколко книги, които са добре приети, но въпреки това фокусът ѝ остава върху техническото писане. След една успешна конференция, те променят политиката си и започват да се занимават основно с книги. Идеята за оригиналните им корици идва от Еди Фрийдмен, защото според нея имената на Unix програмите звучат като „странни животни“.
През 1993 компанията създава първият уеб портал [Global Network Navigator]. Това е и първият сайт, който предлага платена реклама.
Почти две десетилетия след основаването ѝ, основна дейност на О'Райли Медиа става организирането на събития под формата на конференции. Днес те предлагат на пазара огромен брой успешни събития.
- Strata + Hadoop World (4x annually around the world)
- OSCON (O'Reilly Open Source Convention)
- Fluent
- Velocity (Web Performance & Operations) (4x annually around the world)
- The Next:Economy Summit
- The Next:Money Summit
- The Solid Conference
- The O'Reilly Software Architecture Conference
- The O'Reilly Design Conference

Идеалистичната цел на компанията е да вдъхновява хората да променят света, като им дава нови знания и ги учи на практически умения.
Част от книгите на О'Райли Медиа се предлагат на българския пазар, преведени на български език.